# Kortelampi
Kortelampi är en sjö i kommunen Pieksämäki i landskapet Södra Savolax i Finland. Arean är 40 hektar och strandlinjen är 5,48 kilometer lång. Sjön  ingår i Kymmene älvs huvudavrinningsområde.   Den ligger omkring 59 kilometer norr om S:t Michel och omkring 250 kilometer nordöst om Helsingfors. 
Kortelampi ligger nordväst om Iso-Valkeinen. 